# Parco delle Incisioni rupestri di Grosio
Il parco delle Incisioni rupestri di Grosio e Grosotto  è un parco archeologico nella località Dosso dei Castelli, nei comuni di Grosio e di Grosotto, in Valtellina (provincia di Sondrio). È stato istituito nel 1978 grazie a una donazione degli immobili da parte della marchesa Margherita Pallavicino Mossi Visconti-Venosta. Il parco organizza attività didattiche e divulgative, visite guidate e la pubblicazione di testi scientifici.

## Introduzione
A seguito dell’importante scoperta delle incisioni rupestri effettuata da Davide Pace nel 1966 e grazie alla donazione dei terreni e dei resti medievali da parte della marchesa Margherita Pallavicino Mossi Visconti-Venosta, nel 1978 è stato istituito il parco delle Incisioni Rupestri di Grosio al fine di salvaguardare e valorizzare il ricco patrimonio archeologico, storico-architettonico e paesaggistico del Dosso dei Castelli e di Dosso Giroldo.
Il Dosso dei Castelli è dominato da due castelli: il Castello di San Faustino o Castel Vecchio risalente al X-XI sec. ed il Castel nuovo edificato nel XIV sec. Di grande rilevanza è anche il sistema di terrazzamenti con le tradizionali murature a secco che circondano la collina. Speciale ed unica è la cosiddetta Rupe Magna, un’estesa roccia che conserva più di 5 000 figure incise dal IV al I millennio prima di Cristo. Il parco è attualmente gestito dal Consorzio turistico Media Valtellina, in precedenza la gestione era affidata ad un consorzio di enti locali (Comuni di Grosio e di Grosotto, Provincia di Sondrio e Comunità Montana di Tirano), e svolge la propria attività in stretta relazione con i programmi di ricerca e di tutela della Soprintendenza archeologia, belle arti e paesaggio per le province di Como, Lecco, Monza e Brianza, Pavia, Sondrio e Varese.

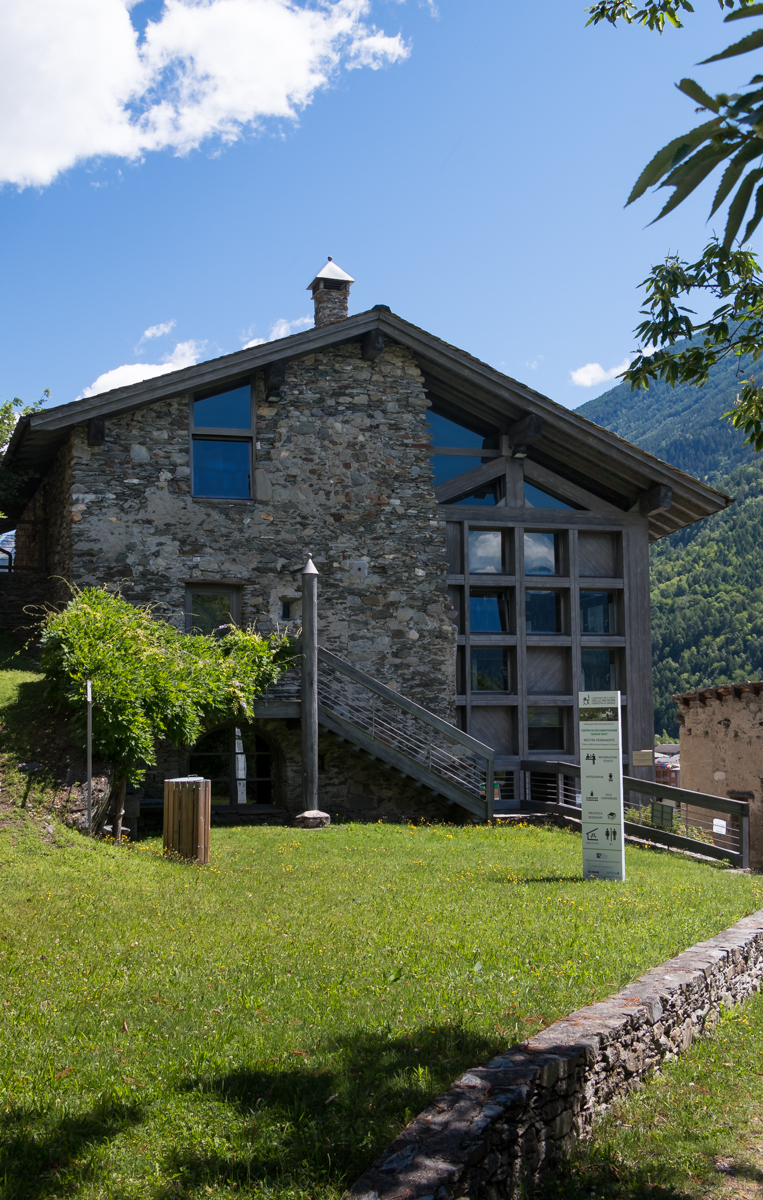
Ca del Cap - info point
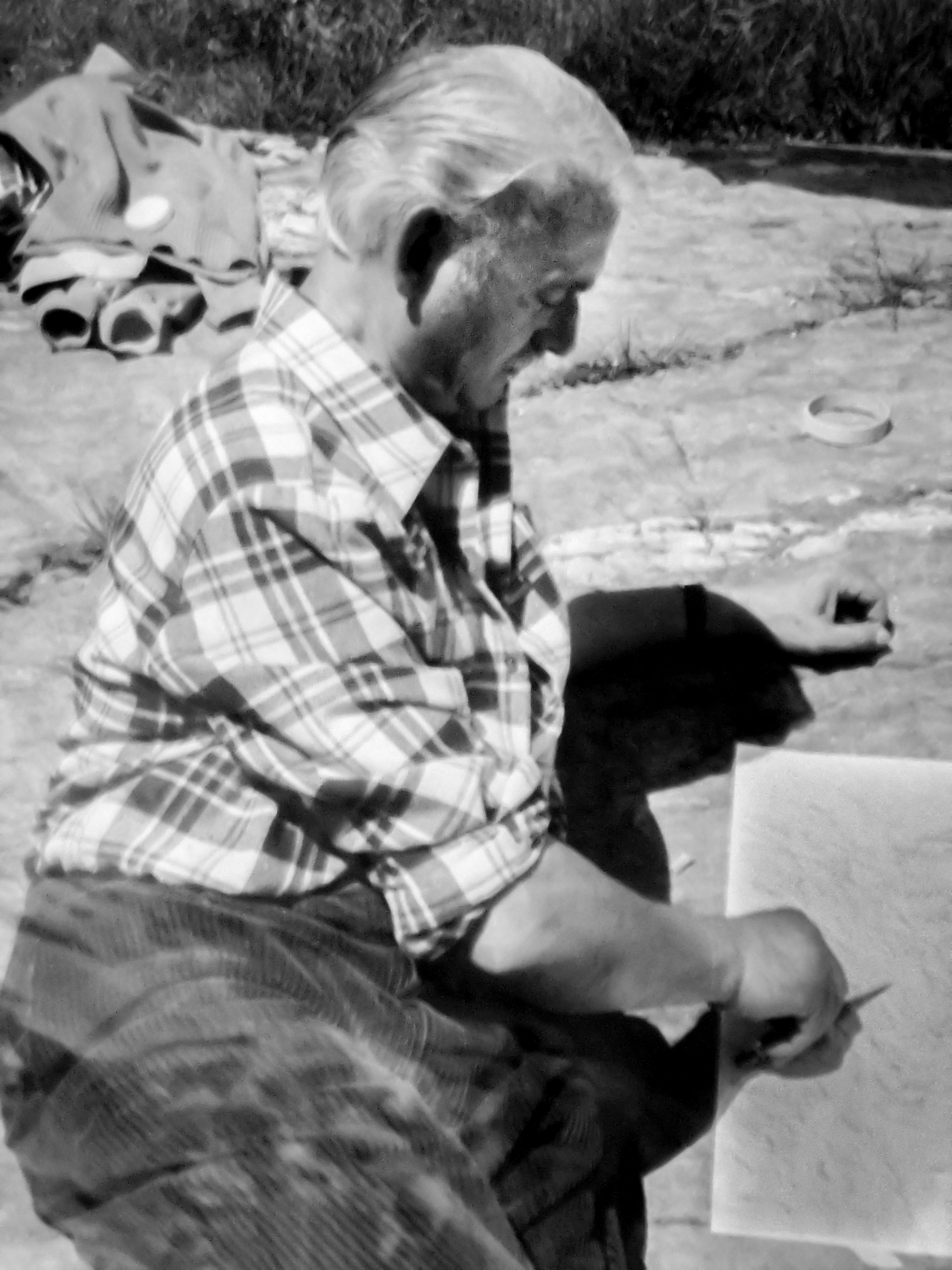
Davide Pace

## La Rupe Magna

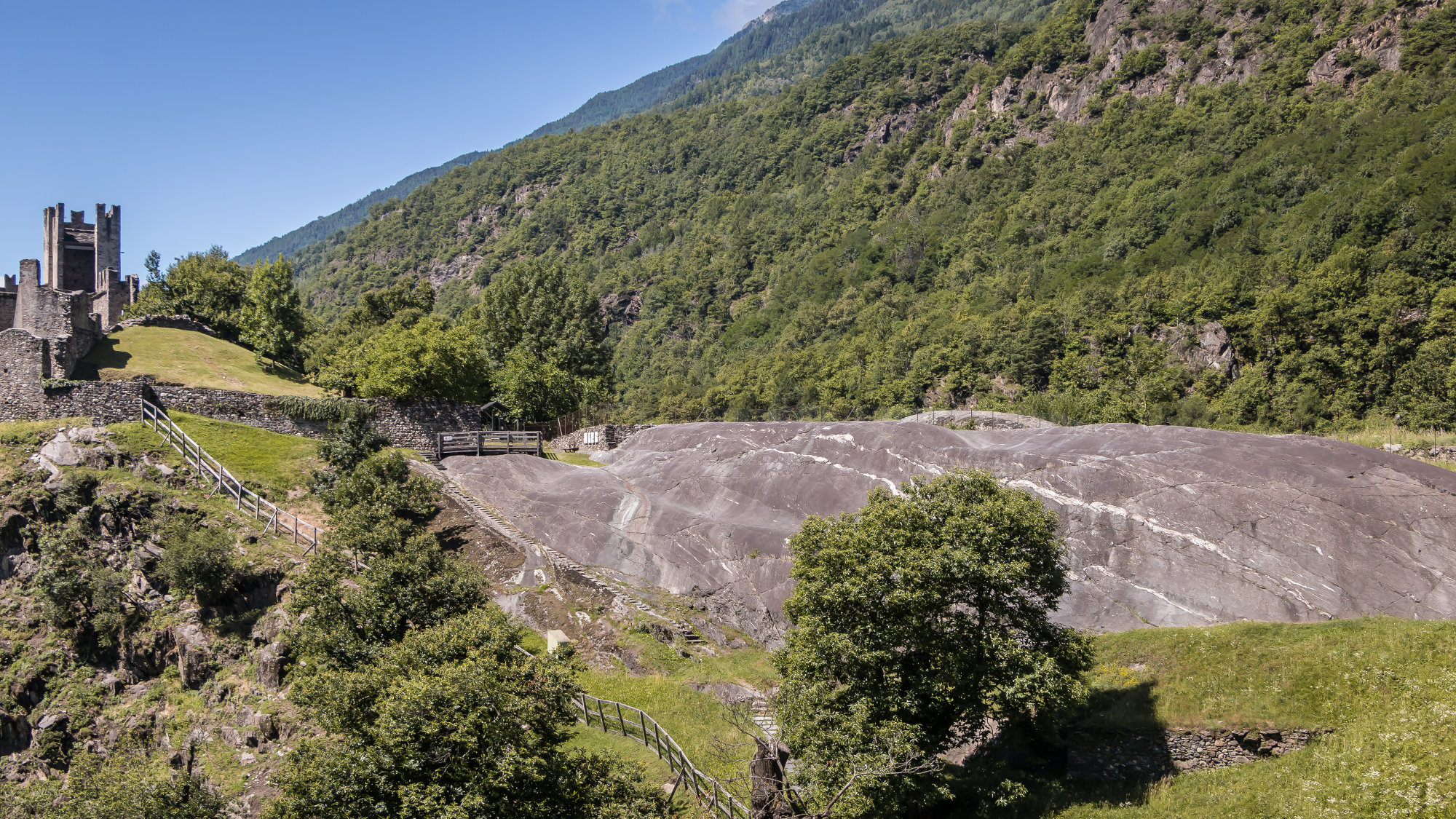
La Rupe Magna

La Rupe Magna è la più estesa roccia alpina incisa dall’uomo. Nei suoi 84 metri di lunghezza e 35 di altezza ospita più di 5 000 incisioni collocate cronologicamente tra la fine del Neolitico (IV millennio a.C.) e l’Età del Ferro (V sec. a.C.).
La grande varietà dei temi raffigurati (antropomorfi oranti, armati e lottatori, animali, figure geometriche, coppelle e oggetti) lascia percepire come si potesse svolgere la quotidianità protostorica valtellinese. La pratica di incidere la roccia permane anche in età storica, due croci sono evidenti testimonianze della religiosità cristiana. 
Uno scavo archeologico condotto negli anni '90 nell'interno del Castello Nuovo ha portato alla luce i resti di un insediamento sviluppatosi nell'età del Bronzo e nell'età del Ferro (metà II- fine I millennio a.C.). I reperti associati alle varie fasi protostoriche mostrano la presenza, in questo comprensorio dell'estrema Lombardia nord-occidentale, di aspetti culturali del tutto peculiari, caratterizzati da alterni rapporti ora con l'area transalpina dell'alta valle del Reno (Grigioni), ora con l'area sudalpina delle Alpi centro-orientali (Trentino-Alto Adige).

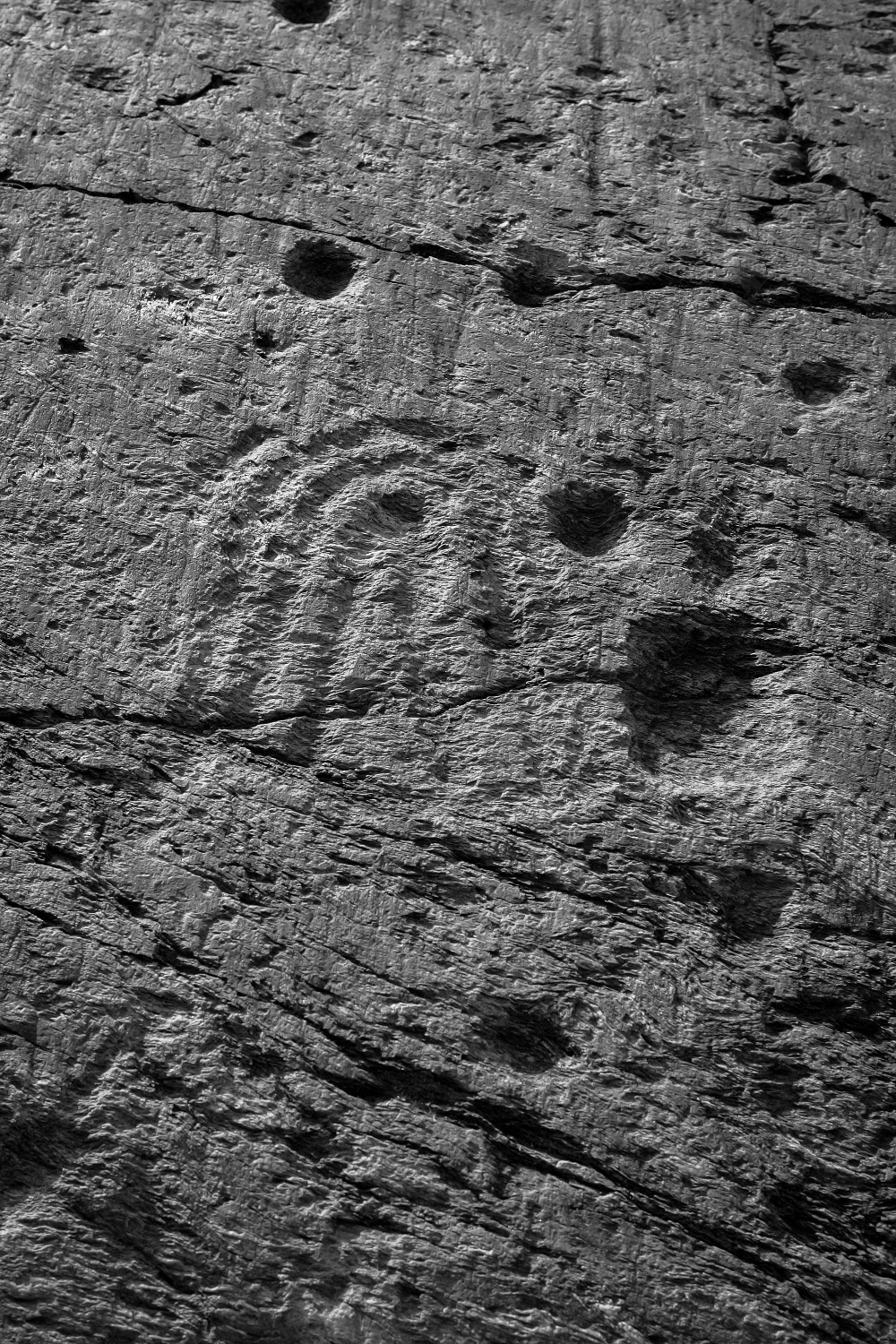
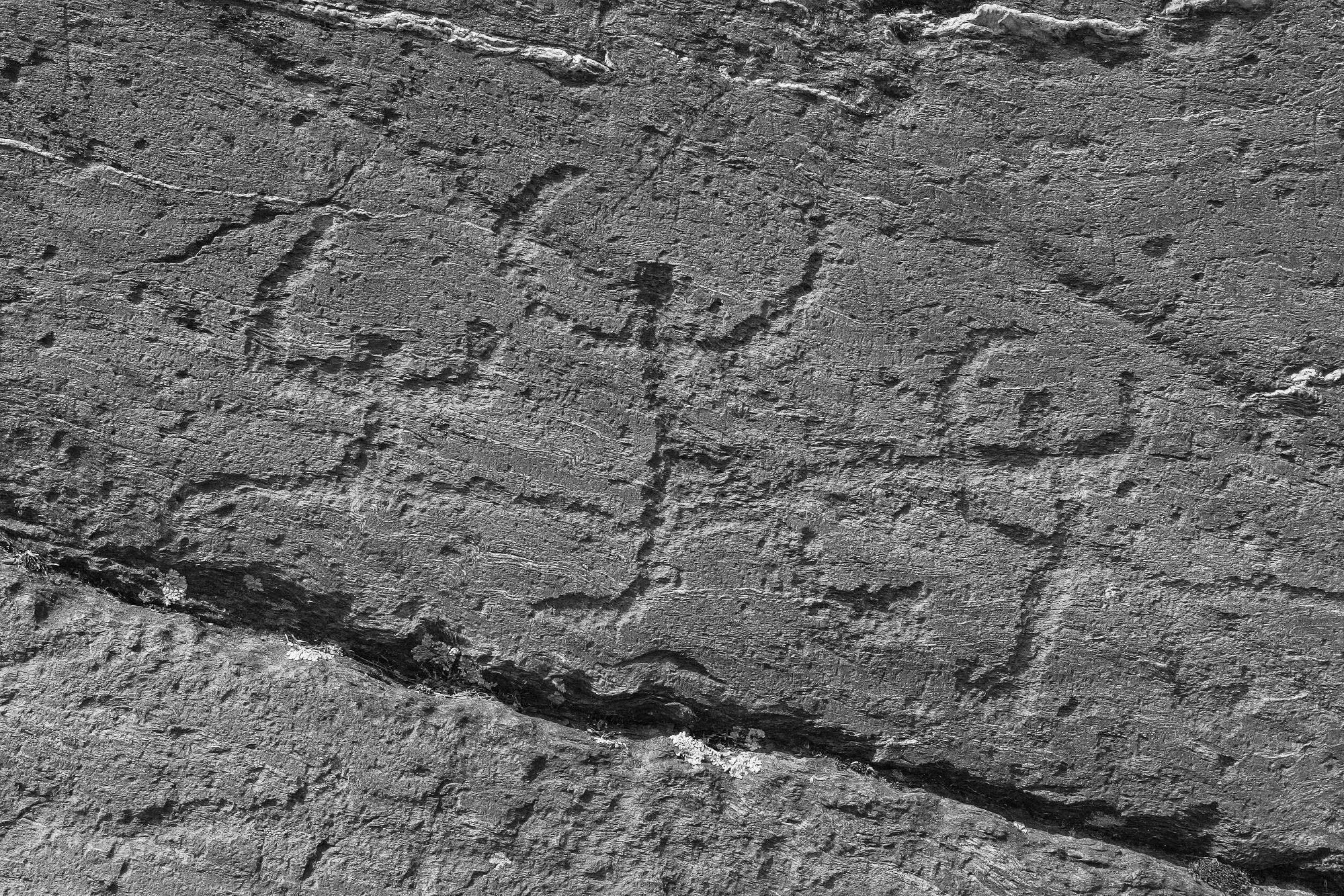
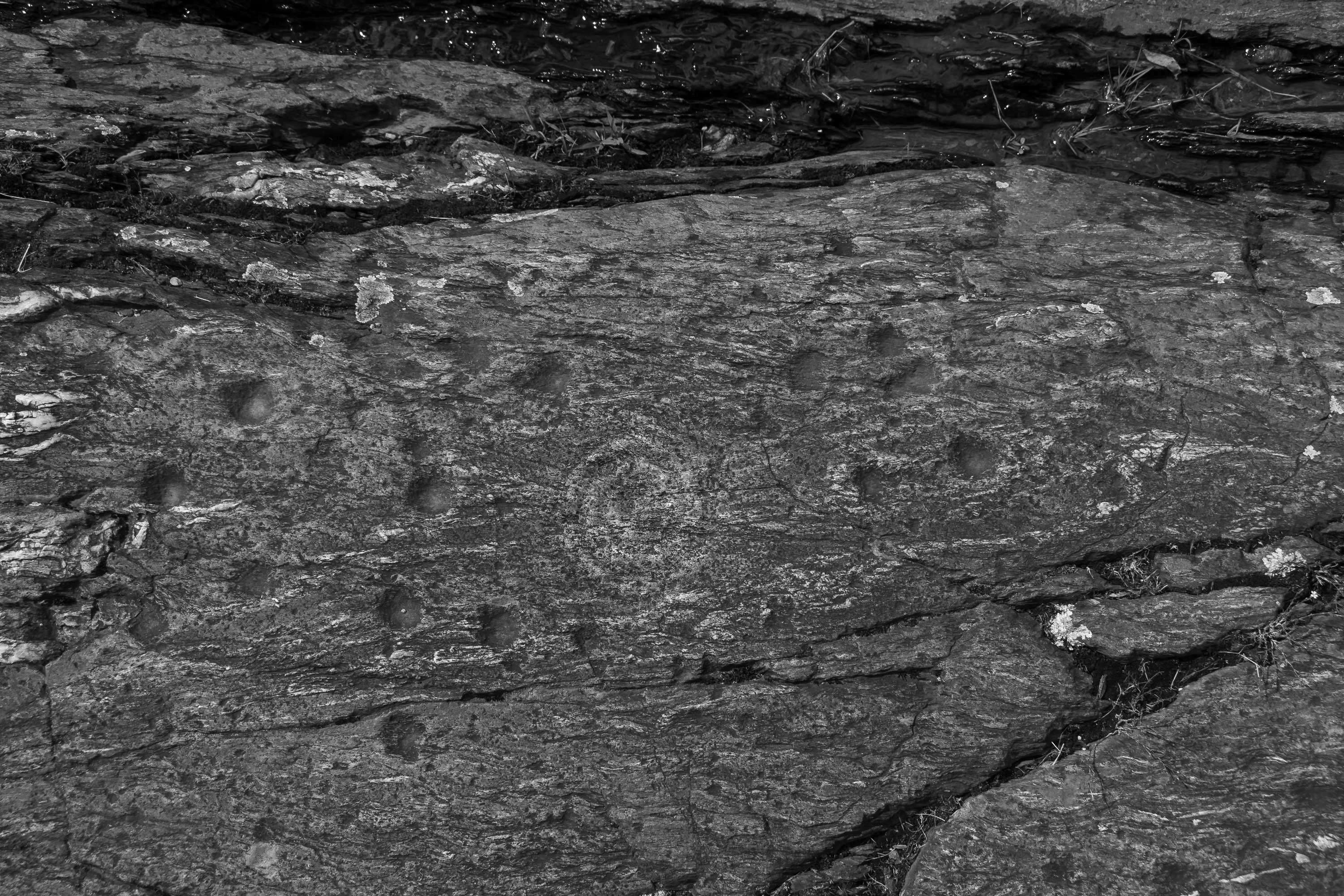
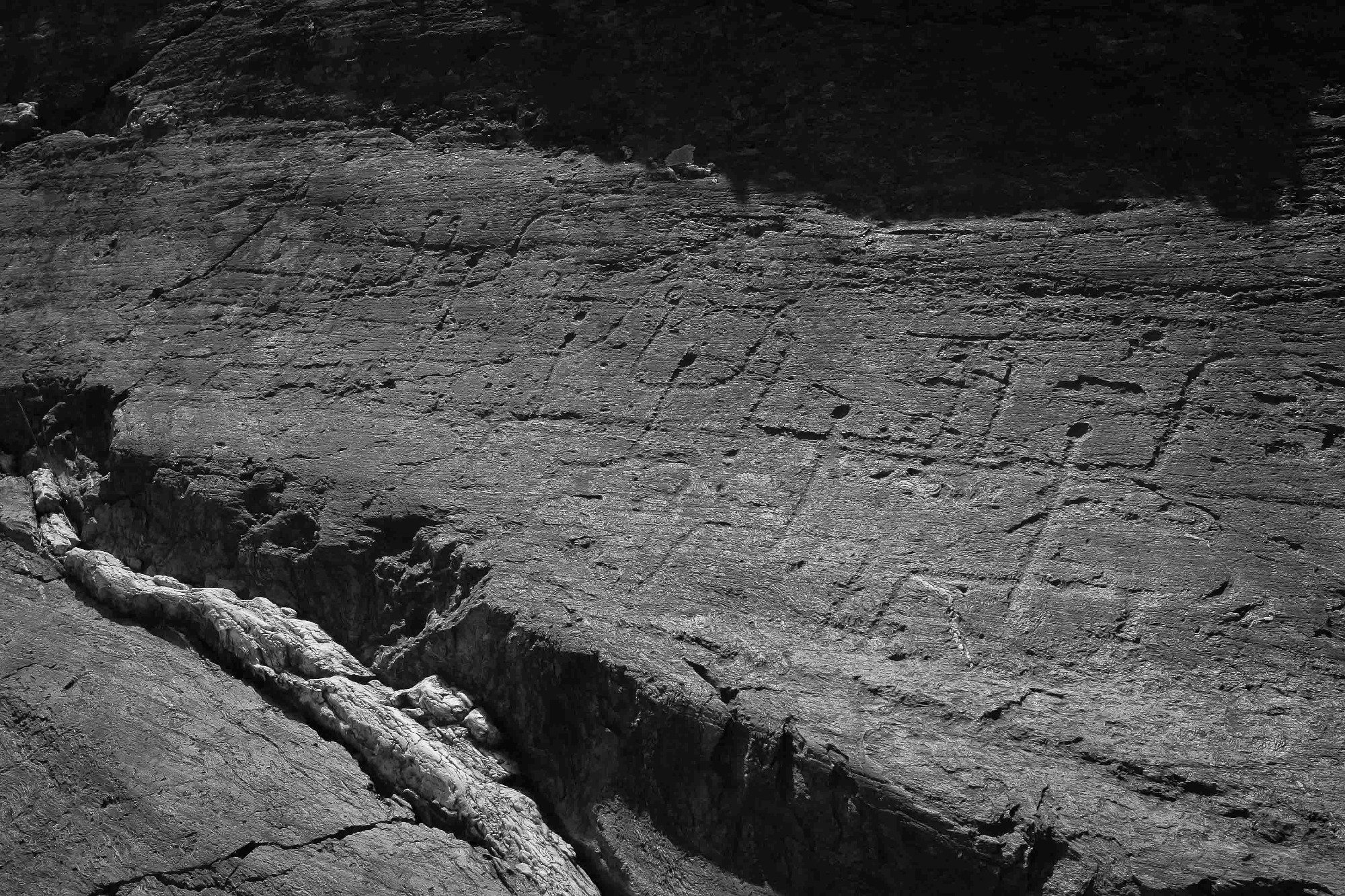
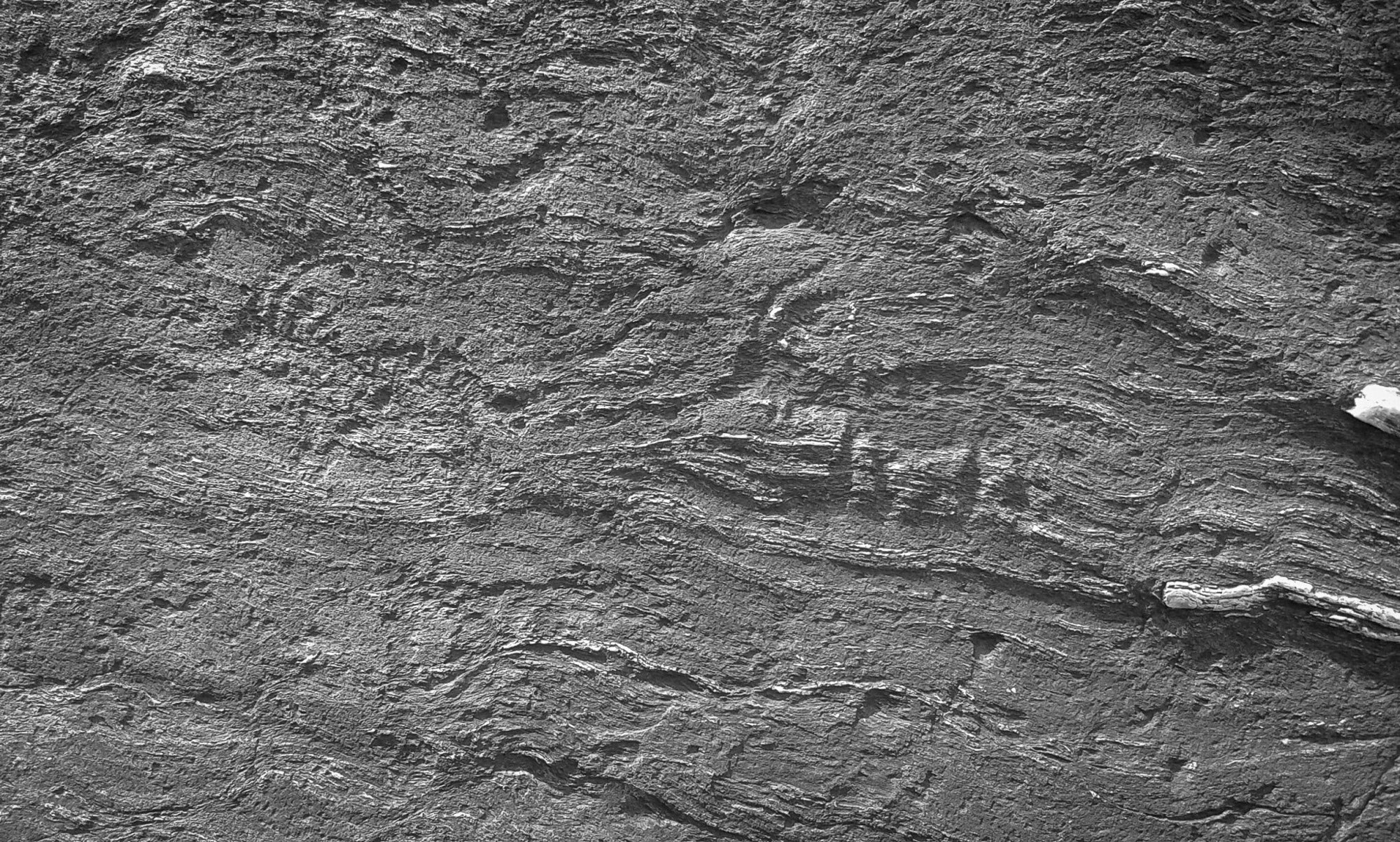
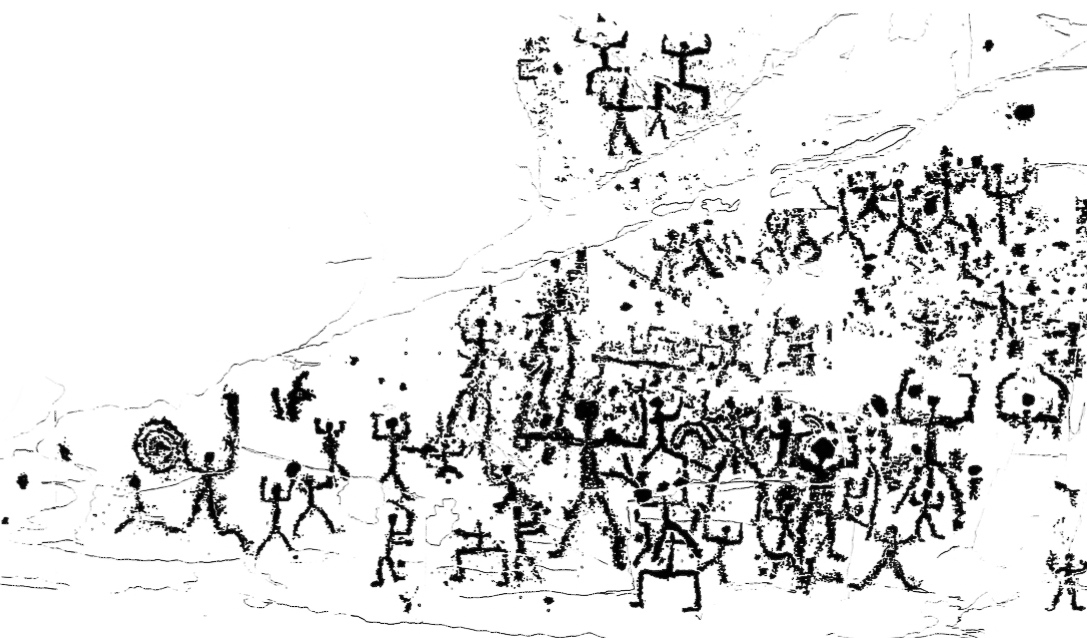

Nel territorio del parco si trovano due castelli:

## Castello Nuovo (Visconteo)

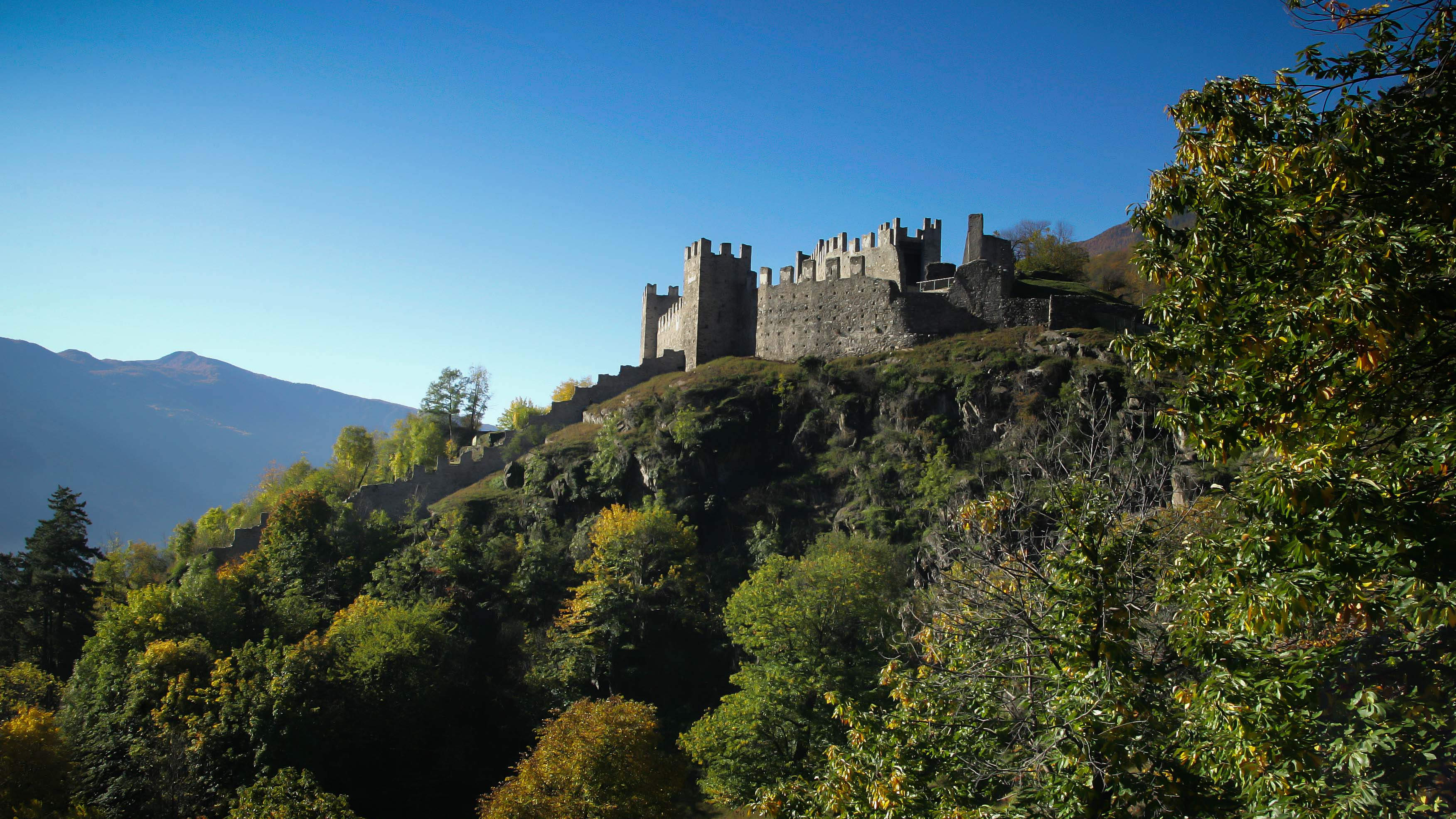
Castello Nuovo (Visconteo)

Voluto dai Visconti per meglio rispondere a precise esigenze strategiche, il Castello Nuovo del passo di Grosio è uno degli esempi meglio conservati e più interessanti di architettura castellana di tutta la provincia di Sondrio.

## Castello di San Faustino
Realizzato per volere del Vescovo di Como attorno al X-XI secolo sull'estremità meridionale del Dosso dei Castelli, grazie anche alla strategicità del luogo rivestì una considerevole importanza all’interno della Pieve di Mazzo dalla quale dipendeva.

## Patrimonio culturale-paesaggistico
Accanto all'importanza archeologica dell'area sulla sommità della collina, anche i pendii del Dosso dei Castelli rappresentano un perfetto esempio della tradizione locale Valtellinese di costruire sistemi di terrazzamenti con murature a secco per la coltivazione della vite. Le terrazze del Dosso dei Castelli di Grosio sicuramente non sono state ricavate prima dell'edificazione del Castello Vecchio, nel X-XI secolo, molto probabilmente anche dopo l’anno 1200. 
Dal 2013 la Fondazione Fojanini si prende cura di questo patrimonio culturale e paesaggistico. Le terrazze sono state ripulite dalla vegetazione cresciuta nelle ultime decadi con l’obbiettivo di coltivare nuovamente la vite nel territorio così recuperato. Poiché la Valtellina divenne nel tempo un'area di coltivazione quasi esclusivamente per il vino rosso, in questi terrazzamenti recuperati sono stati piantati cinque differenti tipi di uva bianca, all'interno di un progetto di ricerca. In particolare sono coltivati i tipi Muscaris, Johanniter, Aromera, Bronner and Sauvigner Gris.
Nel 2017 è stata ottenuta la prima produzione di vino ottenuto da queste uve.

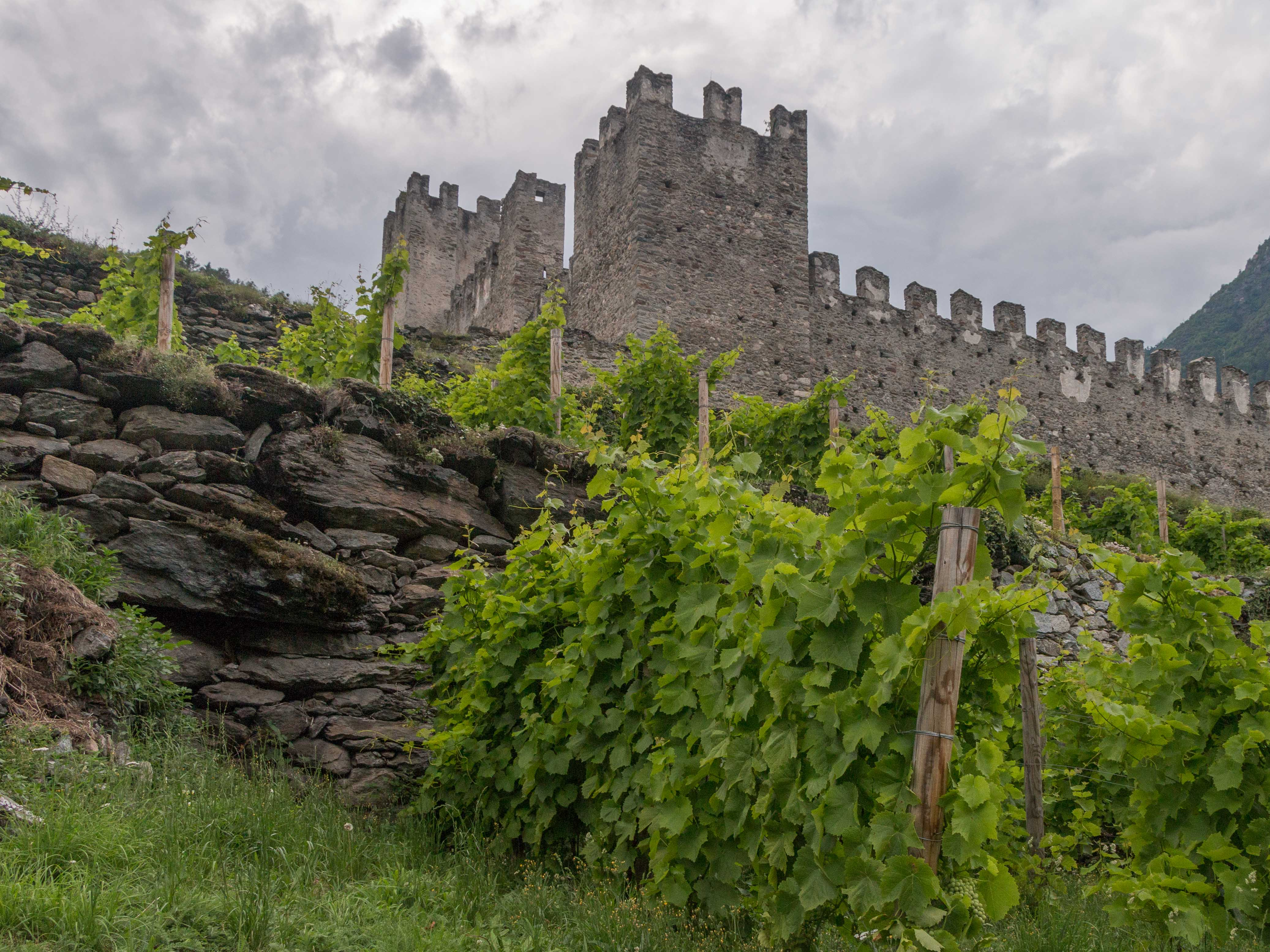
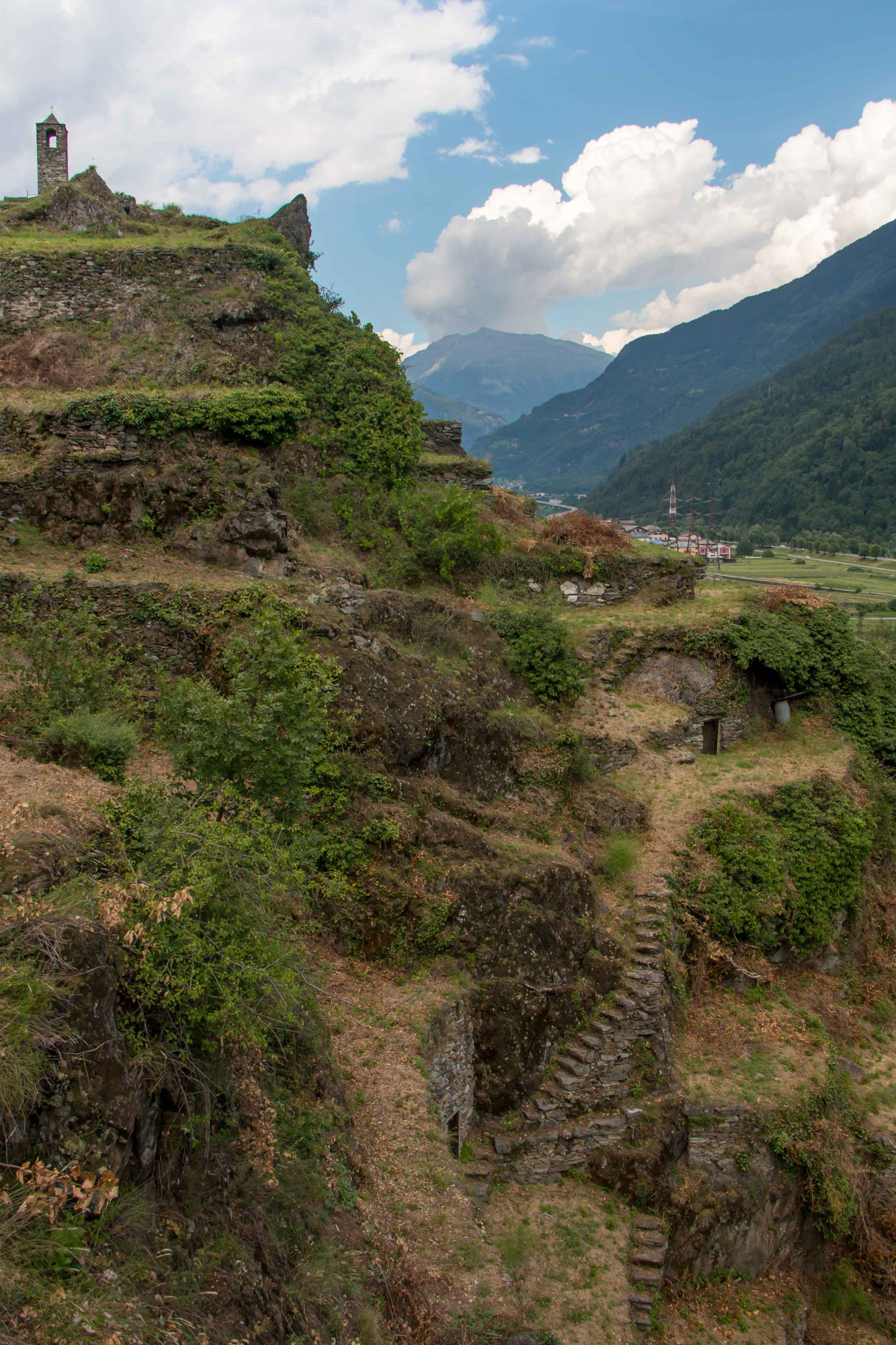

## Ambiente
II parco delle Incisioni rupestri di Grosio e Grosotto è inserito in un contesto ambientale e paesaggistico di grande bellezza e di notevole interesse naturalistico. Dal colle della Rupe Magna il panorama è dominato da maestosi alberi di castagno, che caratterizzano da secoli il paesaggio montano della Valtellina ed hanno rappresentato una fondamentale risorsa per la popolazione, fornendo cibo e materie prime. 
Nelle immediate vicinanze del passo si possono osservare anche fenomeni naturali particolari, quali quello del cosiddetto "bosco ripariale". Nei pressi della Rupe Magna e sulla sua stessa superficie rocciosa è facile osservare la presenza di specie vegetali che possono sopravvivere anche in presenza di terreni poco profondi ed in un contesto climatico anche molto caldo e secco. Nelle fratture o nelle piccole cavità della roccia albergano muschi e licheni (molto nocivi per la conservazione delle incisioni rupestri). Sono poi diffuse alcune specie di graminacee, di piante grasse del genere Opuntia e cespugli di Timo serpillo.